# 玉田县站
玉田县站，位于中华人民共和国河北省唐山市玉田县玉田镇，是京哈铁路上的火车站，建于1975年，由北京局集团管辖。

## 車站周邊
- 唐山市商业银行玉田县第二营业部
- 中国农业发展银行玉田县支行
- 中国邮政储蓄银行玉田县支行
- 玉田镇中学
- 玉田县计划生育局
- 玉田县教育局
- 玉田极光中学
- 唐山师范学院玉田分校附属小学
- 玉田镇人民政府
- 玉田县水务局
- 玉田县粮食局
- 中国建设银行玉田上坎分理处

## 歷史
- 建于1975年。